# العلاقات البحرينية الليختنشتانية
العلاقات البحرينية الليختنشتانية هي العلاقات الثنائية التي تجمع بين البحرين وليختنشتاين.

## مقارنة بين البلدين
هذه مقارنة عامة ومرجعية للدولتين:
| وجه المقارنة                                              | البحرين       | ليختنشتاين                                 |
| --------------------------------------------------------- | ------------- | ------------------------------------------ |
| المساحة (كم2)                                             | 765           | 16                                         |
| عدد السكان (نسمة)                                         | 1.49 مليون    | 37.47 ألف                                  |
| الكثافة السكانية (ن./كم²)                                 | 194.77 ألف    | 234.19 ألف                                 |
| العاصمة                                                   | المنامة       | فادوتس                                     |
| اللغة الرسمية                                             | اللغة العربية | اللغة الألمانية                            |
| العملة                                                    | دينار بحريني  | فرنك سويسري                                |
| الناتج المحلي الإجمالي (بليون دولار)                      | 35.31 مليار   | 6.29 مليار                                 |
| الناتج المحلي الإجمالي (تعادل القوة الشرائية) بليون دولار | 64.16 مليار   |                                            |
| الناتج المحلي الإجمالي الاسمي للفرد دولار أمريكي          | 22.60 ألف     |                                            |
| الناتج المحلي الإجمالي للفرد دولار أمريكي                 | 45.50 ألف     |                                            |
| مؤشر التنمية البشرية                                      | 0.824         | 0.908                                      |
| رمز المكالمات الدولي                                      | +973          | +423                                       |
| رمز الإنترنت                                              | .bh           | .li                                        |
| المنطقة الزمنية                                           | ت ع م+03:00   | توقيت وسط أوروبا، ت ع م+01:00، ت ع م+02:00 |

## منظمات دولية مشتركة
يشترك البلدان في عضوية مجموعة من المنظمات الدولية، منها:
| علم المنظمة | اسم المنظمة                   | تاريخ انضمام البحرين | تاريخ انضمام ليختنشتاين |
| ----------- | ----------------------------- | -------------------- | ----------------------- |
|             | الاتحاد البريدي العالمي       | ?                    | ?                       |
|             | الاتحاد الدولي للاتصالات      | 1975                 | 25 يوليو 1963           |
|             | منظمة حظر الأسلحة الكيميائية  | ?                    | ?                       |
|             | منظمة التجارة العالمية        | ?                    | ?                       |
|             | منظمة الشرطة الجنائية الدولية | ?                    | ?                       |
|             | الأمم المتحدة                 | 21 سبتمبر 1971       | 18 سبتمبر 1990          |

## وصلات خارجية
- موقع وزارة الخارجية البحرينية